# Controversia sobre la lluvia dorada

|                | Jair M. Bolsonaro | Twitter |
| @jairbolsonaro |                   |         |

             O que é golden shower?
         

        6 de marzo de 2019

La controversia sobre la lluvia dorada se originó a raíz de dos publicaciones realizadas por el expresidente de Brasil, Jair Bolsonaro, en su cuenta de Twitter en marzo de 2019. El 5 de ese mes, Bolsonaro compartió un vídeo que mostraba un acto sexual acompañado de orina, sugiriendo que esta escena era común en el carnaval. Al día siguiente, publicó una pregunta sobre el término «lluvia dorada», que hacía referencia al acto mostrado en el vídeo. Ambas publicaciones recibieron críticas tanto de sus partidarios como de sus detractores, y tuvieron un impacto a nivel internacional.
La expresión «lluvia dorada» experimentó un aumento en su popularidad en motores de búsqueda como Google y sitios web como Pornhub, además de ser mencionada en programas de televisión. Algunos observadores opinaron que estas publicaciones podrían dañar la imagen del carnaval, uno de los eventos culturales más importantes de Brasil.
El Palacio del Planalto, así como el propio Bolsonaro, comentaron posteriormente sobre la controversia. El dúo que protagonizaba el vídeo original declaró que se trataba de un acto «político-artístico» y, unos días después, presentaron una denuncia contra el presidente ante el Tribunal Supremo (STF) solicitando la eliminación de los tuits, lo cual finalmente se llevó a cabo.
En retrospectiva, esta frase y las publicaciones relacionadas se han incluido en listas que resumen los momentos polémicos y llamativos del gobierno de Bolsonaro, y se han analizado como ejemplos de su« obsesión fálica» y su uso de un «discurso grosero».

## Contexto
El 5 de marzo de 2019, el presidente de Brasil, Jair Bolsonaro, generó controversia al compartir un video de contenido sexual en su cuenta de Twitter. El vídeo, grabado durante la víspera del carnaval en São Paulo, mostraba a dos hombres bailando en una parada de taxis. En la escena, uno de los hombres realizaba un gesto sexual explícito con el otro, seguido de una acción de orinar sobre él. Bolsonaro acompañó la publicación con el siguiente texto: «No me siento cómodo mostrándolo, pero tenemos que exponer la verdad para que la población tenga conocimiento y tome siempre sus prioridades. Esto es lo que se ha convertido en muchos blocos del carnaval brasileño. Comenta y saca tus conclusiones  [sic]». Cerca de dos horas después, el video fue etiquetado como «contenido sensible», aunque inicialmente no había sido marcado de esa manera. La publicación generó un debate intenso y reacciones diversas tanto de sus partidarios como de sus críticos. La controversia se amplificó aún más cuando el dúo que aparecía en el vídeo afirmó que se trataba de una actuación «político-artística» y presentó una denuncia contra el presidente ante el Tribunal Supremo, solicitando que se eliminara el tuit. Esta polémica en torno a la «lluvia dorada» tuvo un impacto significativo a nivel nacional e internacional, siendo analizada como un ejemplo de la retórica controvertida y provocadora del presidente Bolsonaro. Aunque el presidente sugirió que esta escena era habitual durante el carnaval, los participantes del evento dijeron que la escena era un caso aislado. Al día siguiente de la publicación del vídeo, Bolsonaro publicó, en su Twitter, la pregunta: «¿Qué es la lluvia dorada?». El término, que significa literalmente «lluvia dorada», se refiere a un tipo de fetichismo o parafilia en el que una persona siente placer al orinarse en su pareja durante el acto sexual.

## Repercusión
Doce horas después, el vídeo había sido visto por 1.92 millones de personas. El 6 de marzo al mediodía, el vídeo tenía más de 8000 retuits , más de 46 000 me gusta y 39 000 comentarios, mientras que la pregunta tenía 28 000 retuits, más de 54 000 me gusta y 18 000 comentarios. Entre las tendencias internacionales estaban los hashtags #ImpeachmentBolsonaro, #BolsonaroTemRazão, #goldenshowerpresident y #VergonhaDessePresidente. La publicación del vídeo fue criticada por los partidarios de Bolsonaro y políticos, y varios usuarios informaron que el vídeo sería reportado a Twitter por contenido inapropiado.  Algunos usuarios señalaron que Bolsonaro llevó a la opinión pública temas que él mismo siempre consideró inapropiados para su difusión masiva.

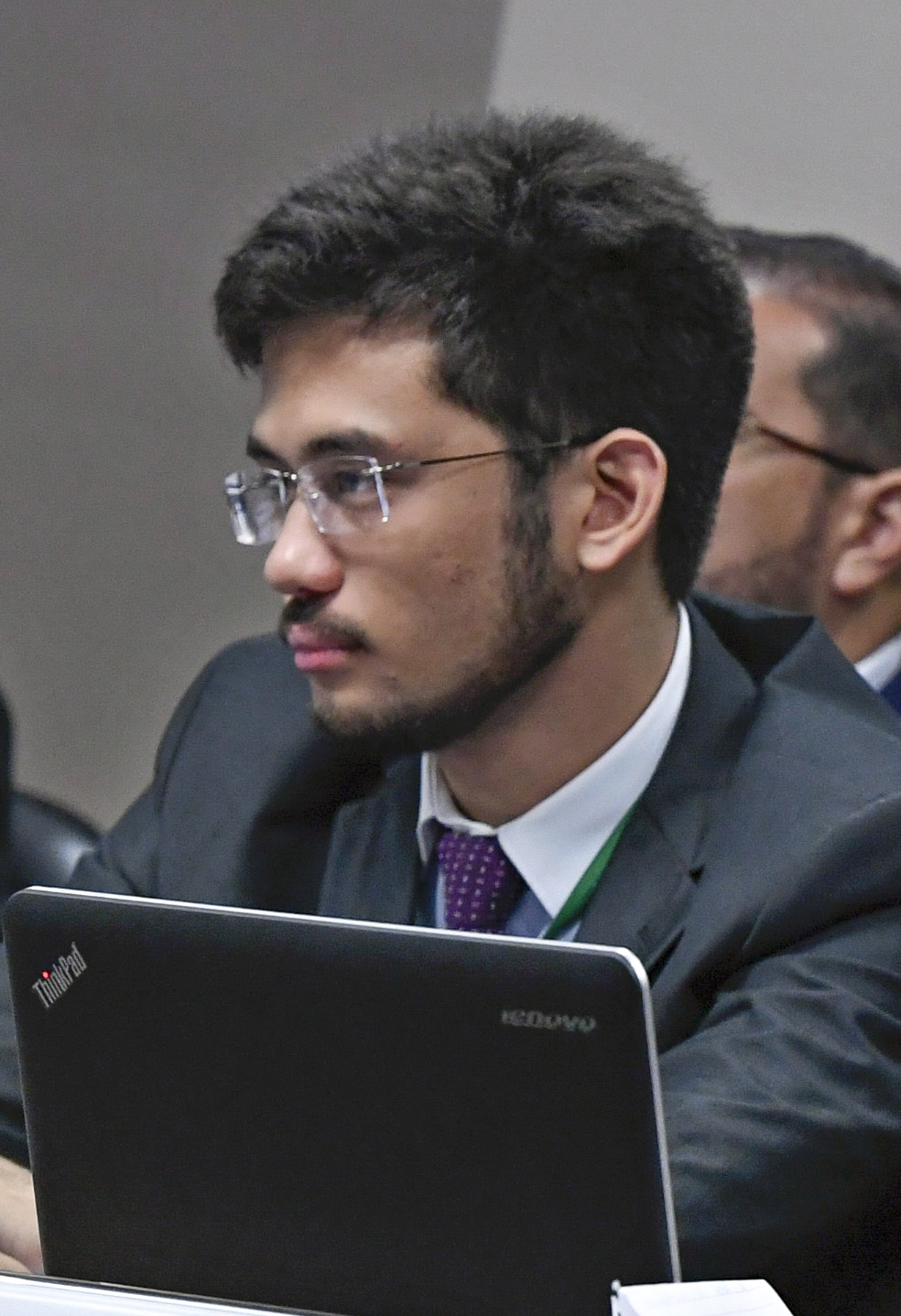
Kim Kataguiri, quien apoyó a Bolsonaro en la segunda vuelta, fue uno de los que criticó la publicación.

Entre las personas que más criticaron el accionar de Bolsonaro, se encuentra Kim Kataguiri, líder del Movimiento Brasil Libre (MBL). Incluso hizo campaña para Bolsonaro en la segunda vuelta de las elecciones de 2018, pero dijo que la publicación «es incompatible con la postura de un presidente, incluso más de derechas». Fernando Holiday, también miembro del grupo, calificó el post como «indigno para un presidente», Ana Carla Abrão, exsecretaria de Finanzas de Goiás, lo calificó de «absurdo», y el senador Humberto Costa lo calificó de «patético». La diputada Carla Zambelli defendió al presidente.
La politóloga Mara Telles sugirió que el presidente habría manchado su papel como presidente por el tuit. El jurista y exministro de justicia, Miguel Reale Júnior, que fue uno de los autores del proceso de destitución de Dilma Rousseff, coincidió con esta opinión, comentando que esto podría justificar la apertura de un nuevo proceso de destitución  contra Bolsonaro. Janaina Paschoal, también una de las autoras de la destitución, se mostró en desacuerdo, diciendo que un «post no es suficiente para eso». El 13 de marzo, la abogada y artista plástica, Diva Maria dos Santos, presentó una solicitud de impugnación debido a la publicación. Este fue uno de los primeros pedidos de destitución realizados contra Bolsonaro.
La pregunta de Bolsonaro tuvo repercusión internacional, siendo noticia en el diario estadounidense The New York Times, los británicos The Independent y The Guardian, el paraguayo Última Hora, el argentino Infobae, el mexicano Excélsior, el español El País y el francés Le Monde. Algunos expertos evaluaron que la publicación podría perjudicar el crecimiento de la «industria del carnaval» en 2020, mientras que otros dijeron que el impacto sería poco notorio. Algunos dijeron que la actuación «contribuye a perpetuar una imagen negativa de uno de los hitos turísticos de Brasil». Marcelo Pontes, profesor de mercadotecnia de la ESPM de São Paulo, comentó: «Decir que el Carnaval es eso es una deshonestidad intelectual».
El post inspiró a la creación de nuevos memes de Internet. Del 5 al 6 de marzo, el sitio de vídeos pornográficos Pornhub registró un aumento del 688% en las búsquedas del término «lluvia dorada». En su Twitter oficial, la plataforma comentó: «¡Gracias a usted, señor, ahora todos los brasileños saben lo que significa la Golden Shower!». El día 8, Google registró un aumento del 4950% en las búsquedas del término. El programa Fantástico hizo una broma mostrando a la sexóloga del programa Altas horas, Laura Müller, respondiendo al tuit de Bolsonaro, al que respondió: «Me pareció muy divertida la broma. Me encantó». El día 10, el comediante John Oliver, presentador de Last Week Tonight, mencionó la pregunta de Bolsonaro en el programa. El día 17, en una protesta frente a la Casa Blanca, una mujer brasileña levantó un cartel en el que se leía «what is the golden shower?».

## Respuesta

### Gobierno
En la noche del 6 de marzo, el Palacio del Planalto divulgó una nota en la que decía que Bolsonaro «no tenía ninguna intención de criticar el carnaval de forma genérica», sino «de caracterizar una clara distorsión del espíritu momesco, que simboliza la relajación, la ironía, la crítica sana y la creatividad de nuestra mayor y más democrática fiesta popular». El 19 de marzo, Bolsonaro se pronunció sobre la polémica, diciéndole a Shannon Bream, de la cadena británica Fox News, que el vídeo ya estaba en internet y «sólo lo compartimos para intentar mostrar lo mal que va el carnaval en Brasil».

### Eliminación del vídeo
El 7 de marzo, el dúo del vídeo se pronunció diciendo que el acto era «político-artístico» y «planeado con la intención de comunicar un mensaje de artistas» que se definen como queer, y declararon estar «en contra del conservadurismo y de la colonización de nuestros cuerpos y nuestras prácticas sexuales». El 19 de marzo, los abogados de la pareja del vídeo presentaron una medida cautelar ante el Tribunal Supremo Federal, exigiendo que el presidente borrara las publicaciones, un área «aún nublado» y «poco discutido de la legislación», según BBC News Brasil, considerando que «la justicia brasileña nunca ha ordenado a ningún presidente que borre publicaciones de sus propias redes sociales». Dos días después, los posts fueron borrados.  En este contexto, el ministro Marco Aurélio Mello dictó una sentencia extintiva, al juzgar que el proceso estaba perjudicado. También dictaminó que la vía procesal elegida por los demandantes era inadecuada para el fin que se pretendía, impedir que el presidente publicara cosas similares en sus redes.

## Legado

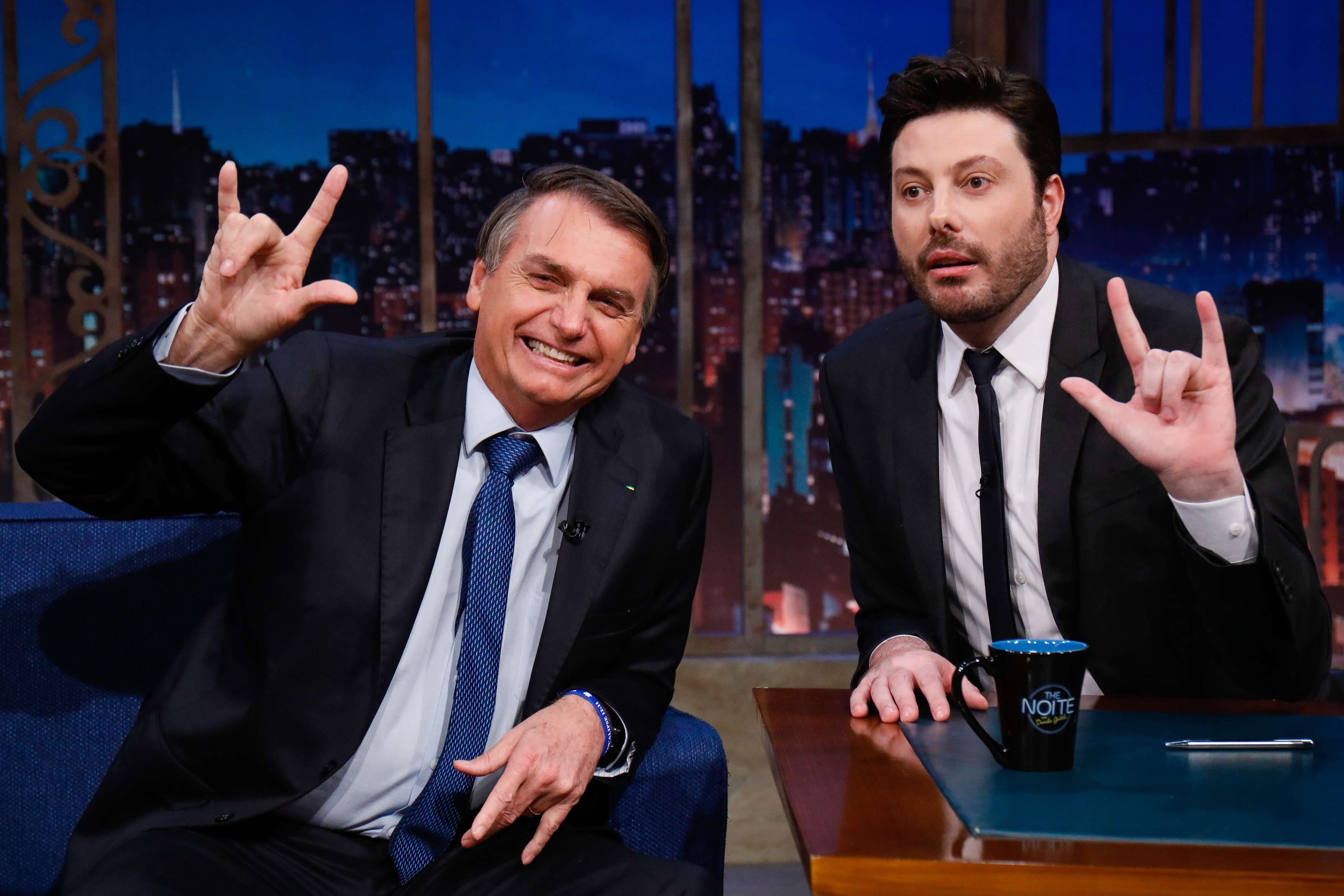
Jair Bolsonaro en The Noite con Danilo Gentili, en el mismo episodio en el que Danilo se habla sobre la controversia.

El 30 de mayo, Danilo Gentili le preguntó a Bolsonaro cuando estaba en su programa The Noite com Danilo Gentili: «¿Has descubierto lo que es la lluvia dorada?». Bolsonaro respondió: «Todavía no sé lo que es, no quiero saberlo. Soy un poco mayor para eso».
Google señaló que la pregunta «¿qué es la golden shower?» fue la cuarta más buscada en la categoría «qué es» en Brasil en 2019, con un alto interés en el mes de marzo. El post fue citado en la nota «De la lluvia dorada a las hienas: los polémicos posts de Bolsonaro en 2019», de Correio Braziliense. UOL citó la frase entre las más notorias del presidente ese año, y en marzo de 2020, un periodista y columnista del sitio, Leonardo Sakamoto, citó el caso como una de las «ocho cortinas de humo del gobierno de Bolsonaro». En octubre, Diário de Notícias declaró que la frase era una de las diez más llamativas de Bolsonaro en sus primeros dos años de mandato. Eduardo Gonçalves, de Veja, dijo que su primer año de gobierno estuvo «fuera de lugar», comentando que «la publicación del vídeo con la lluvia dorada en el carnaval y otras polémicas inútiles en las redes sociales ocuparon buena parte del tiempo de quienes se vendieron al electorado como políticos con prisa por sacar al país del atolladero».
En el carnaval de 2020, el «blocu» pasó por el mismo lugar donde tuvo lugar el vídeo publicado por Bolsonaro y escenificó un acto de lluvia dorada. El grupo comentó que no pretendía provocar al presidente, sino defender la libertad sexual. El 5 de marzo de 2020, exactamente un año después de la publicación del vídeo, el dúo que aparece en él fundó la productora pornográfica Ediyporn.

### Análisis
En junio de 2019, Folha de S.Paulo publicó el artículo «De la 'lluvia dorada' a la broma con japoneses, la obsesión fálica marca a Bolsonaro», donde expertos comentan la fijación de Bolsonaro con los genitales y la sexualidad. Según el psicoanalista y columnista Contardo Calligaris, «si Bolsonaro se sintió abrumado por esa situación, es porque algo resuena en él. No es que tenga la fantasía de hacer eso [la lluvia dorada], sino que la posible dimensión sexual de eso le pareció hasta algún punto excitante». En julio de 2021, Carlos José Marques, director de la editorial Três, evaluó el lenguaje de Bolsonaro, diciendo: «Sus expresiones son abyectas por naturaleza, desde la antológica 'lluvia dorada', que apareció al asumir el cargo [...] Desde la 'lluvia dorada' hasta la 'caca' personalizada sobre sí mismo, fue una sucesión escatológica de verborrea grosera y basura mental que agrede y causa asco».